# Biserica romano-catolică din Valea Strâmbă

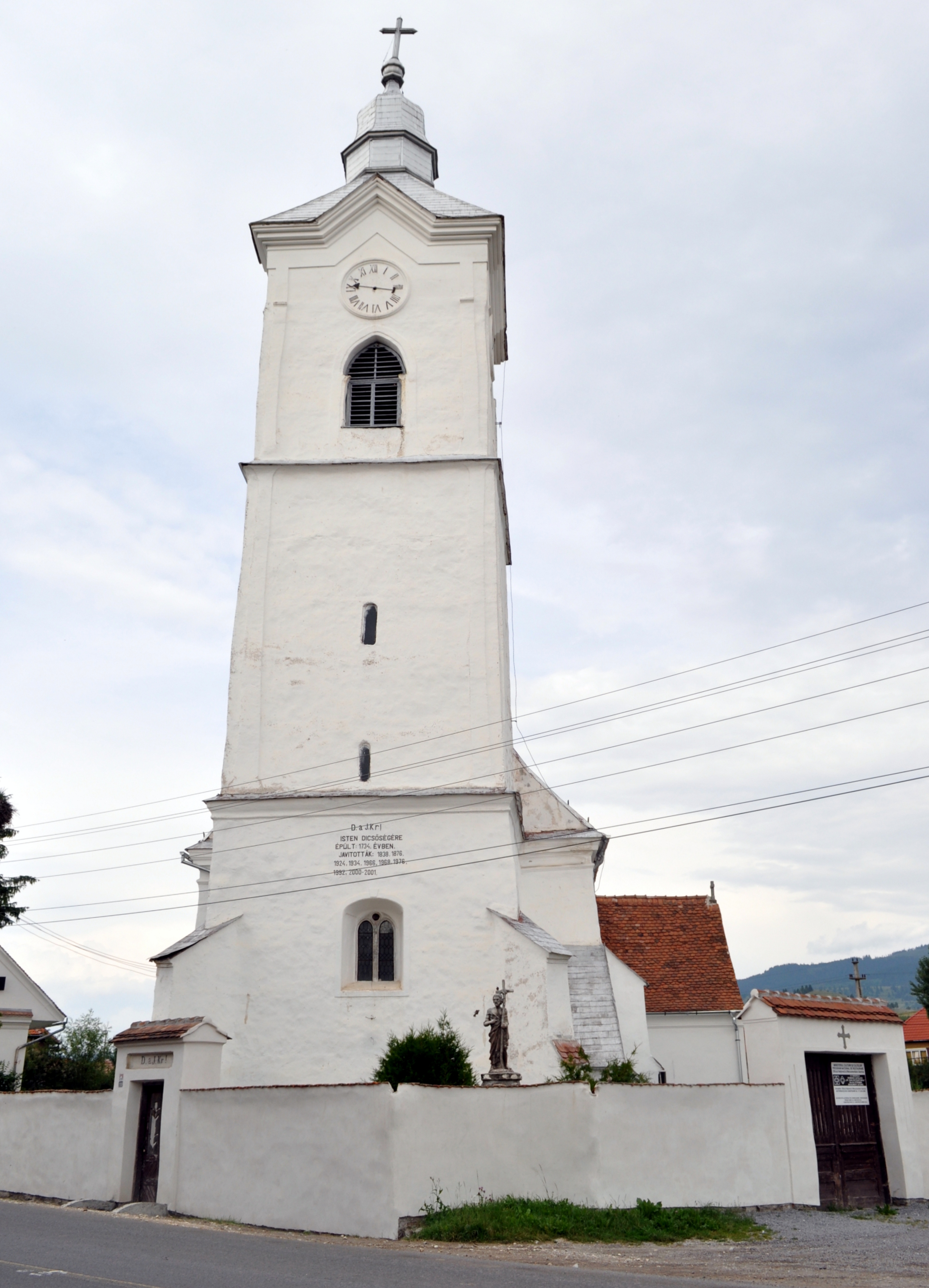
Biserica romano-catolică din Valea Strâmbă, județul Harghita, foto: iulie 2011.

Biserica romano-catolică din Valea Strâmbă, județul Harghita, a fost construită în secolul XIII. Lăcașul de cult figurează pe lista monumentelor istorice 2015, cod LMI HR-II-a-A-13005.

## Istoric și trăsături
Prima mențiune atestată a localității Valea Strâmbă e din 1567. Prima biserică catolică a fost ridicată în stilul gotic, dar distrusă de o invazie a tătarilor.
Biserica romano-catolică a fost reconstruită în 1734 (din donațiile familiei Gáborffi), având trăsăturile caracteristice ale stilului baroc popular, poartă hramul sfântului Ioan Botezătorul. A fost reconstruită în 1838, folosindu-se rămășițele acesteia, după incendiul de acum 30 de ani.
Amvonul și altarul au fost create de István Kolonics, în sec. XIX. Unul din clopotele bisericii are următoarea inscripție tradusă astfel: "Slavă fie Domnului Dumnezeu și binecuvântat fie Ioan Botezătorul, sfântul patron al profeților, 1827". Există mai multe lucrări de mare valoare artistică oferite bisericii (picturi, sculpturi pentru mobilier ori statui), reprezentând diferiți sfinți, unele fiind făcute de un artist tirolian în 1907. Emblema familiei nobiliare Gáborffi, inițial sculptată pe pereții bisericii, se află azi la muzeul din Gheorgheni.
Biserica are în componență și elemente gotice și e înconjurată de un zid de piatră. În anul 1992, cu ocazia unor reparații la turnul bisericii, a fost descoperit ancadramentul unei ferestre gotice dăltuite în piatră, ancadrament zidit ulterior, precum și alte fragmente interesante. Ultima renovare a avut loc în 2008. Biserica are lungimea de 40 m, iar lățimea, 16 m.

## Imagini

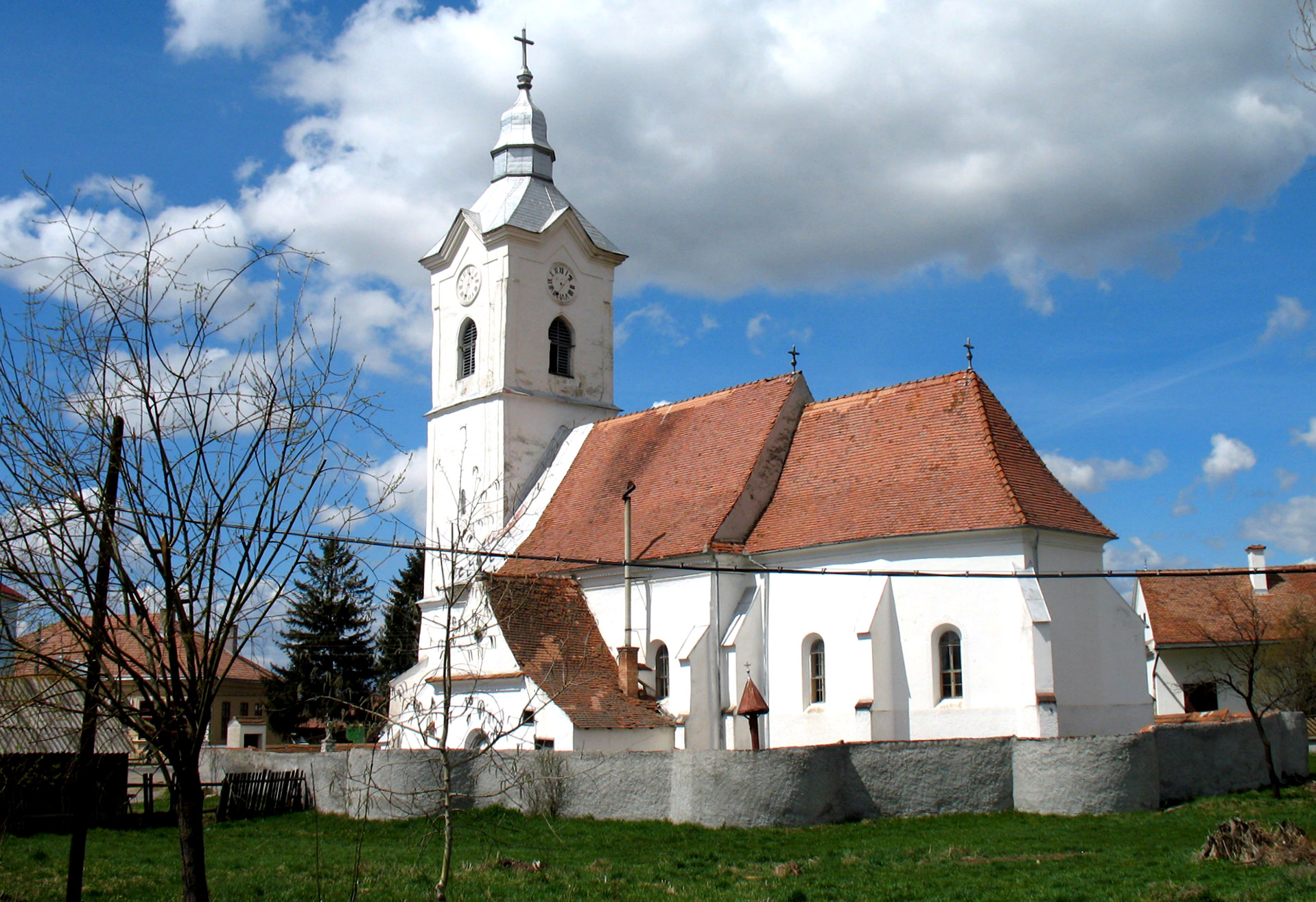
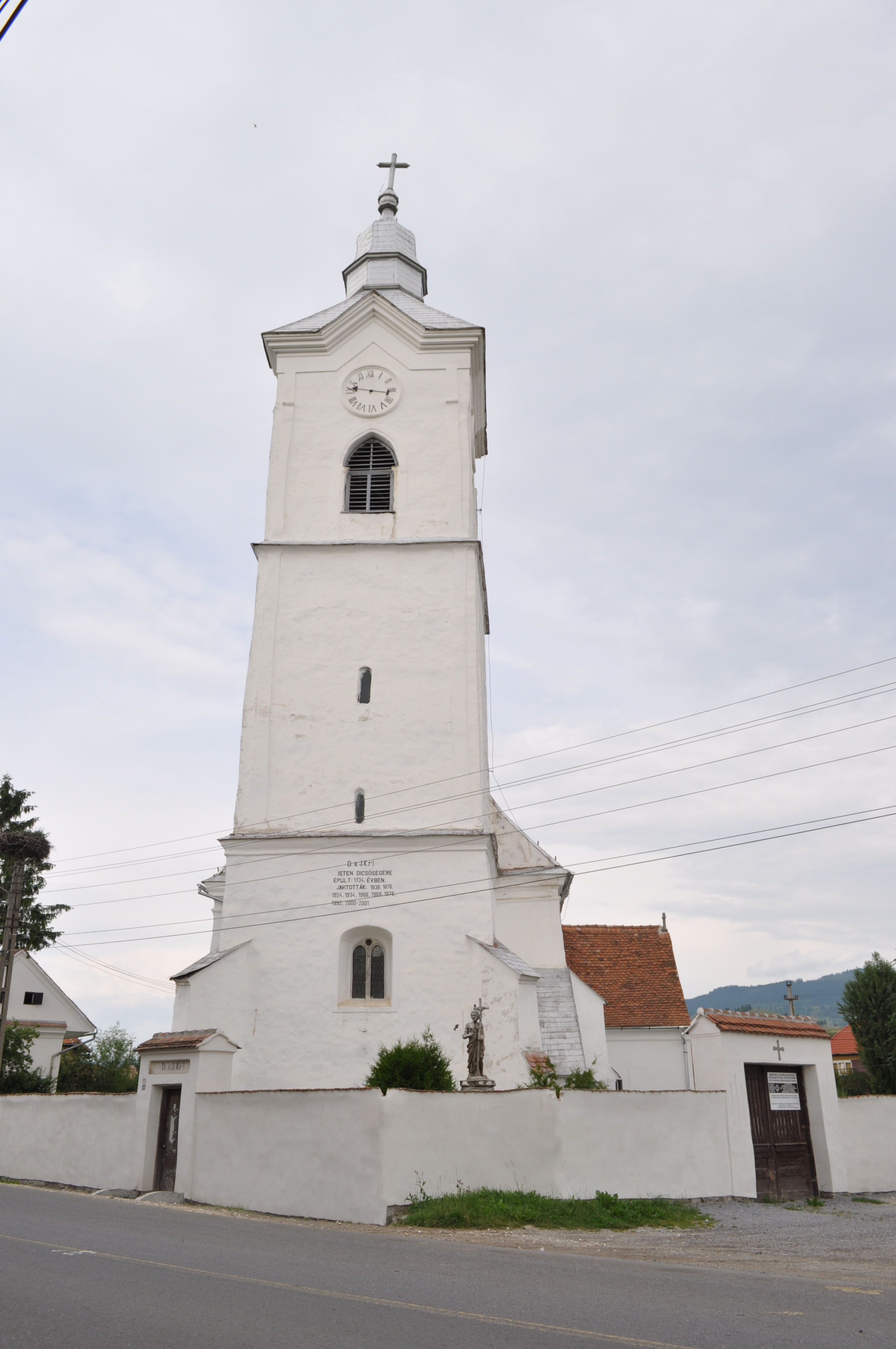
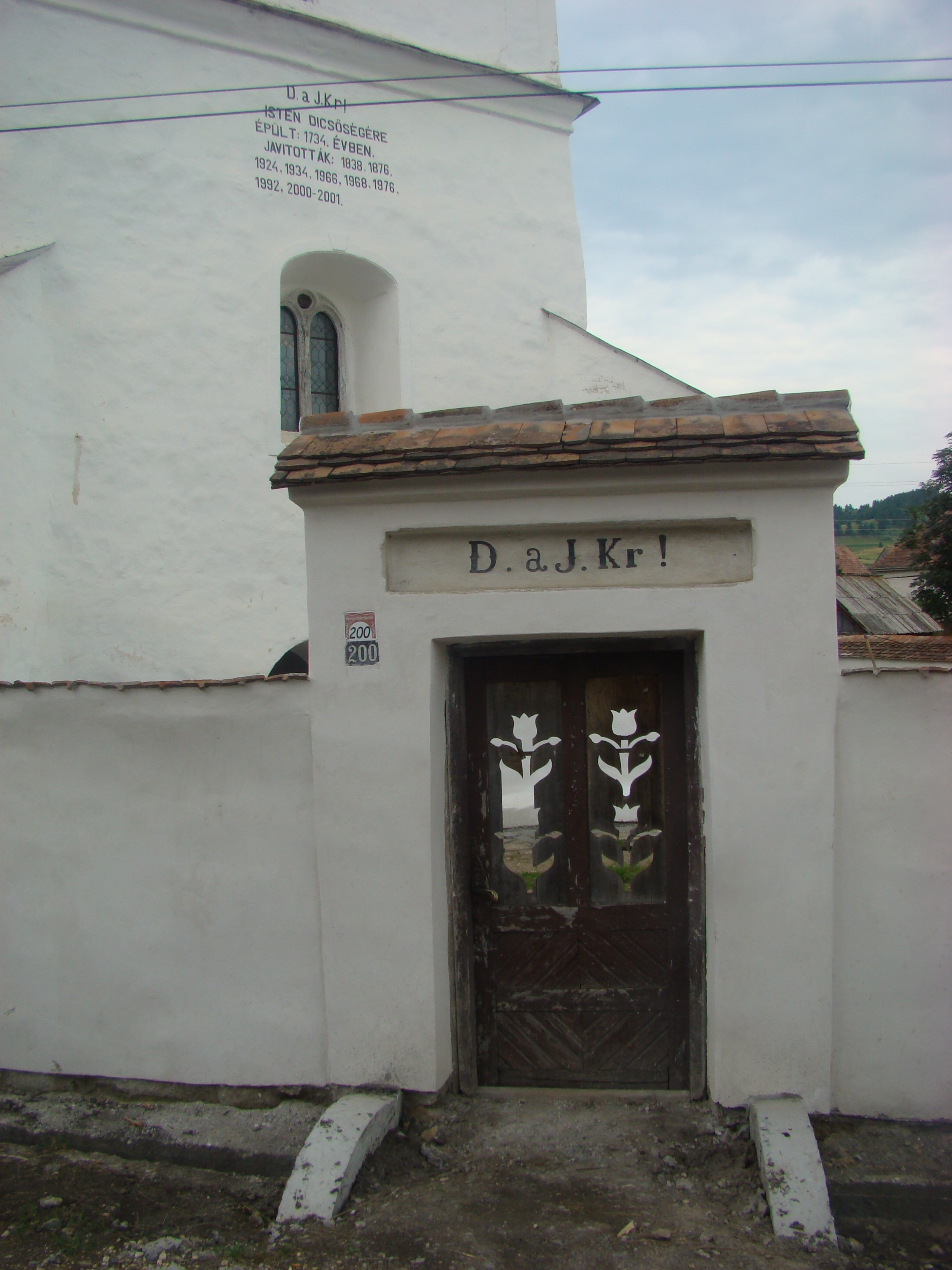
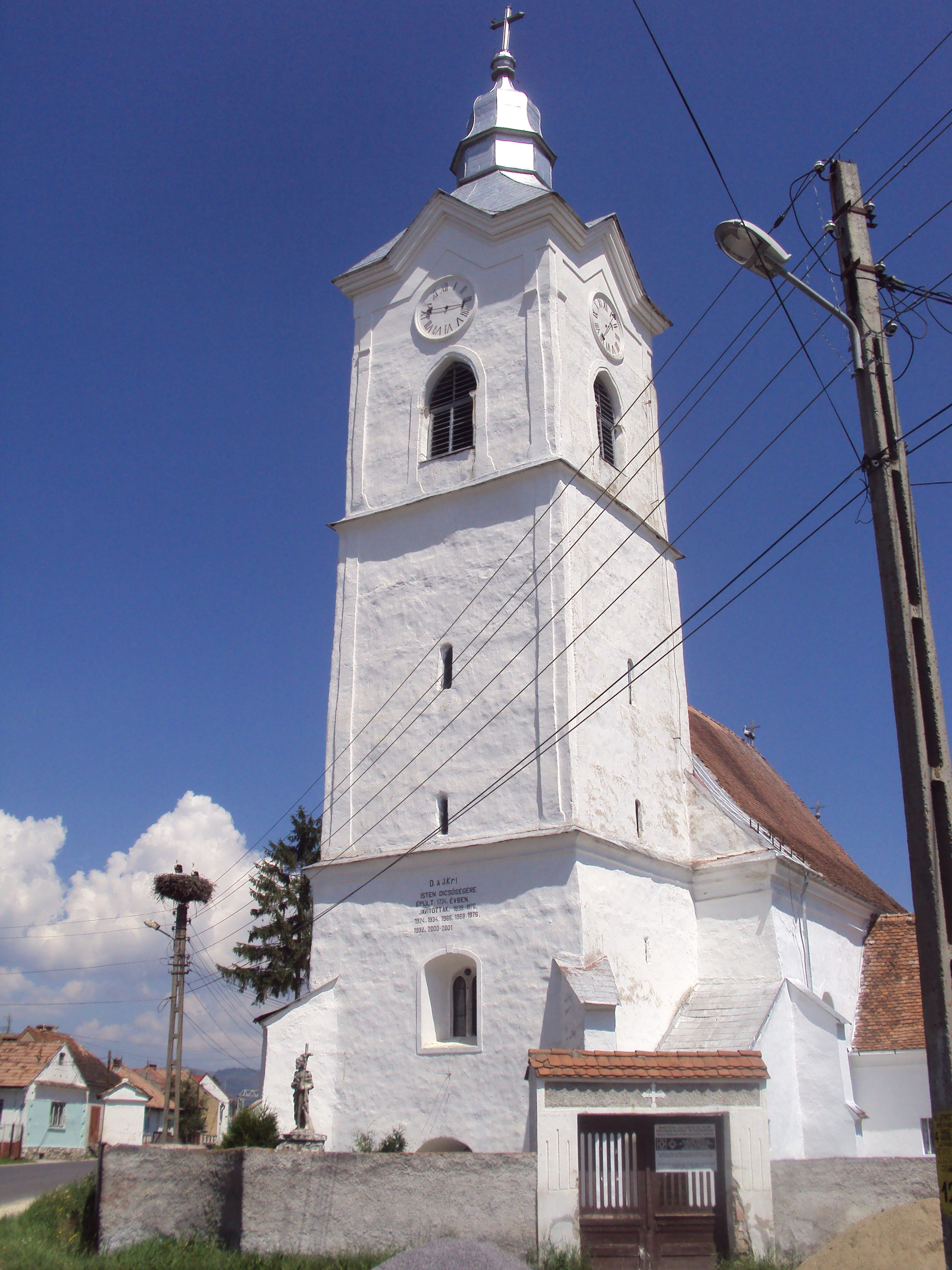
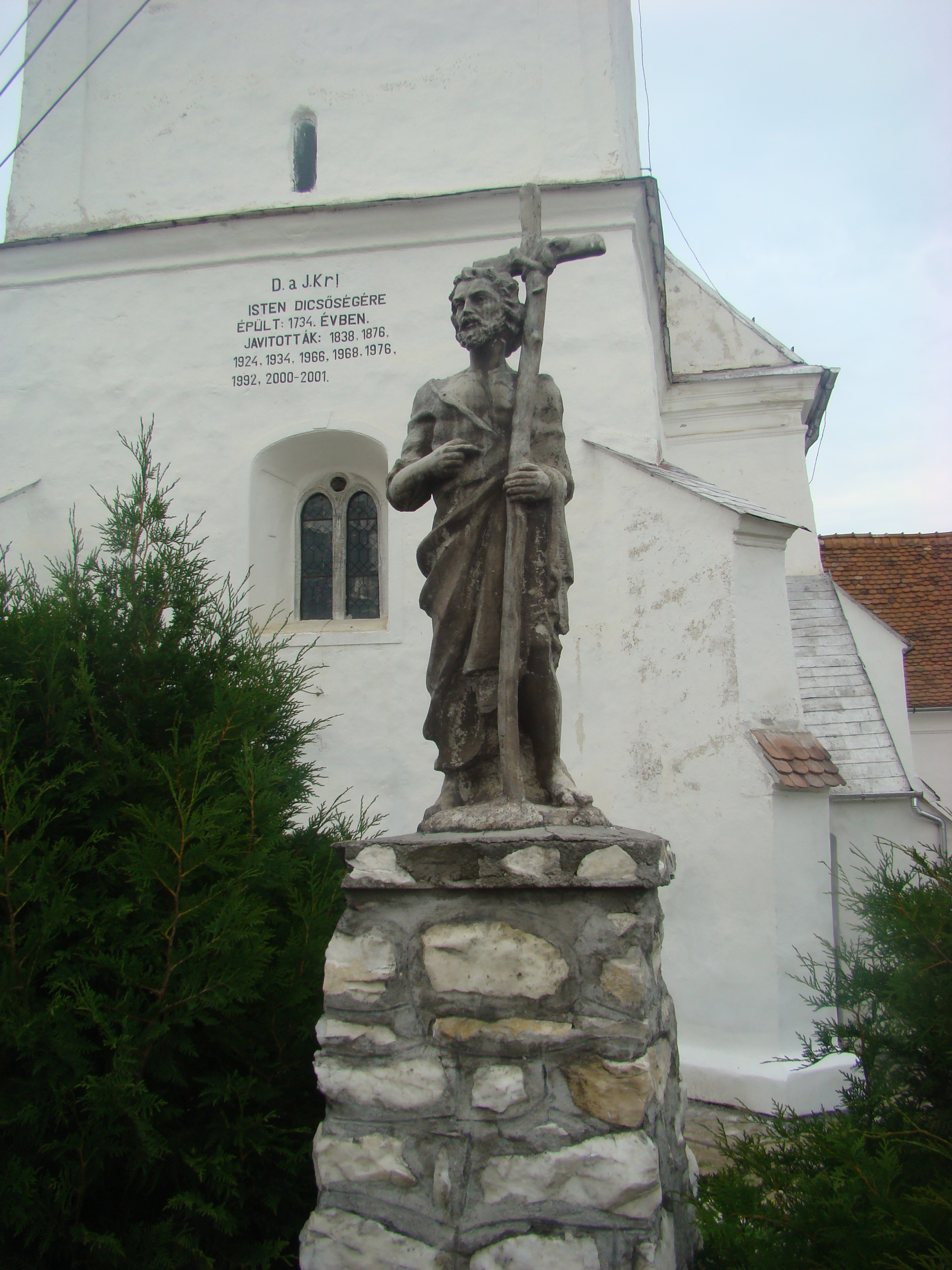
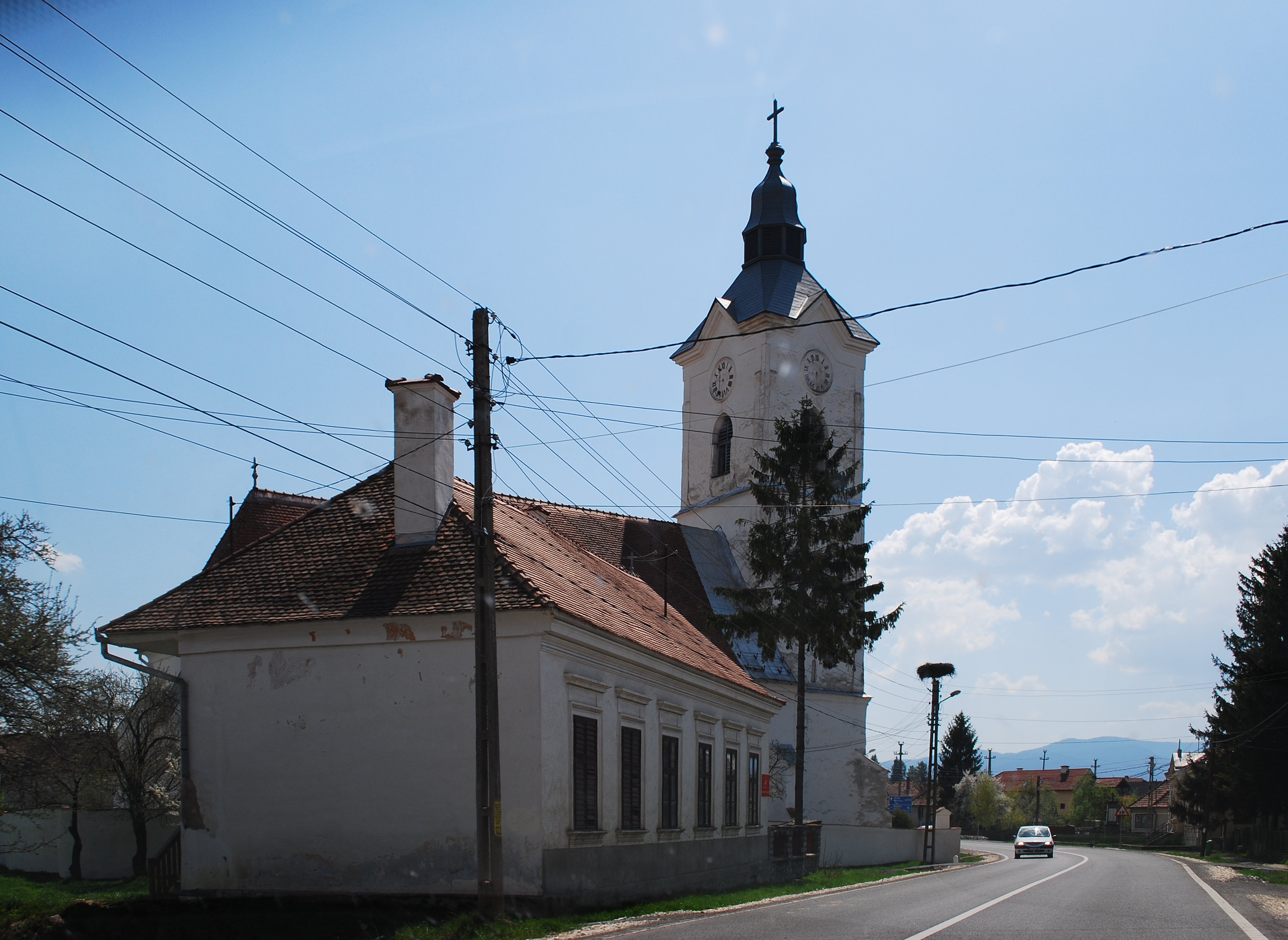